# NGC 4396
NGC 4396 is een spiraalvormig sterrenstelsel in het sterrenbeeld Hoofdhaar. Het hemelobject ligt 8,6 miljoen lichtjaar van de Aarde verwijderd en werd op 20 april 1865 ontdekt door de Duits-Deense astronoom Heinrich Louis d'Arrest.

## Synoniemen
- UGC 7526
- IRAS 12234+1556
- MCG 3-32-34
- VCC 865
- ZWG 99.49
- KUG 1223+159
- PGC 40622